# Verticordia paludosa
Verticordia paludosa är en myrtenväxtart som beskrevs av Alexander Segger George. Verticordia paludosa ingår i släktet Verticordia och familjen myrtenväxter. Inga underarter finns listade i Catalogue of Life.